# Alvise Contarini (Doge)

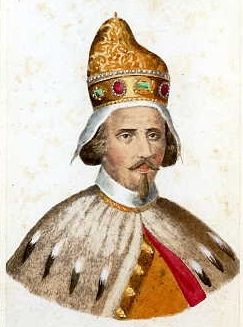
Von Carlo Ponti († 1893) fotografiertes Porträt des Dogen „Luigi Contarini“, handkoloriert

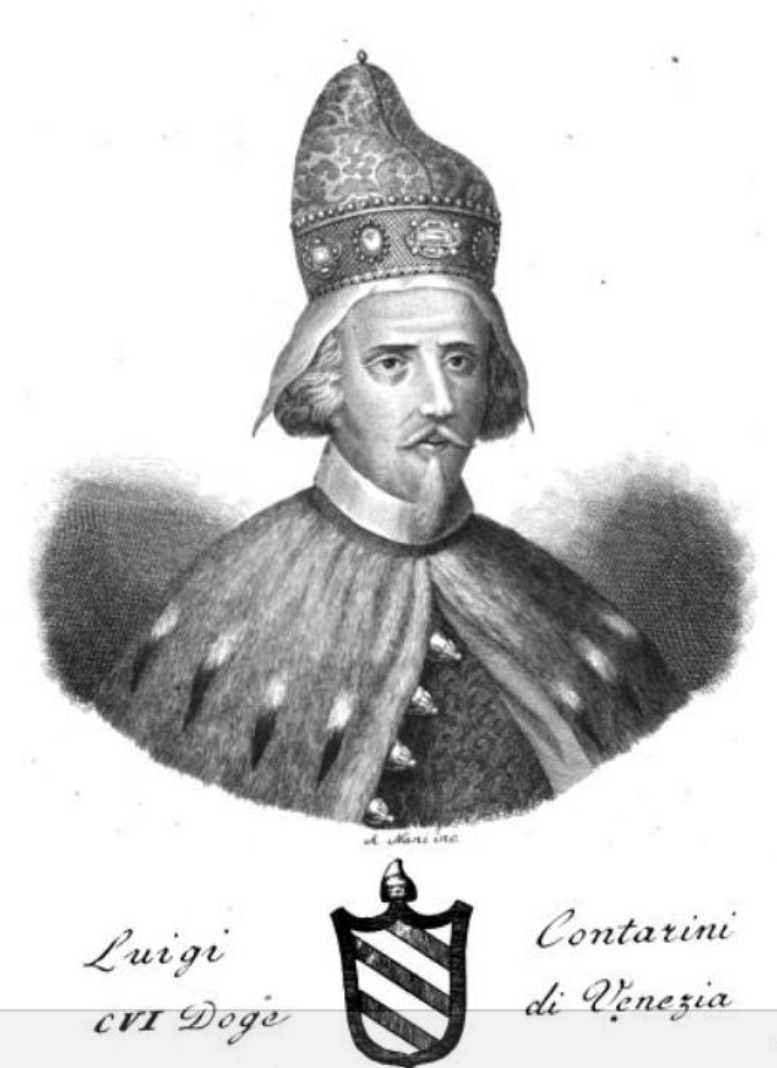
Darstellung des Dogen aus den frühen 1830er Jahren, Antonio Nani: Serie dei Dogi di Venezia intagliati in rame da Antonio Nani. Giuntevi alcuni notizie biografiche estese da diversi, Bd. 1, Merlo, Venedig 1840, o. S. (Google Books)

Alvise Contarini (* 24. Oktober 1601 in Venedig(?); † 14. Januar 1684 ebenda) war, folgt man der Zählweise der staatlich gesteuerten Geschichtsschreibung der Republik Venedig, ihr 106. Doge. Er regierte über sieben Jahre lang, nämlich von seiner Wahl am 26. August 1676 bis zu seinem Tod. Unter ihm nahm der Einfluss des ab 1582 entmachteten Rates der Zehn wieder zu, eine Justizreform kam nicht zustande.
Contarini entstammte einer Patrizierfamilie, die bereits seit dem 11. Jahrhundert eine Reihe von Dogen gestellt hatte. Auf der Grundlage eines großen Vermögens konnte er, trotz erheblicher Kosten, Venedigs Interessen im Ausland vertreten. Von 1631 bis 1648 war er an den Höfen Hollands, Frankreichs (wo er geadelt wurde), Spaniens und am päpstlichen Hof in Rom als Botschafter tätig. Seine Berichte (relazioni) stellen eine wichtige historische Quelle dar. Als Botschafter versuchte er, Venedig aus den Konflikten, vor allem dem Dreißigjährigen Krieg herauszuhalten, bald aber auch, Unterstützung bei der Verteidigung Kretas gegen die Osmanen zu erwirken. Ab 1653 rückte er nach und nach in den Kreis der Kandidaten für das Dogenamt vor, wohl ohne selbst nach dem Amt zu streben.

## Familie
Die Familie Contarini hatte erstmals einen Dogen im Jahre 1043 gestellt, nämlich Domenico I. Contarini, dem, abgesehen von Alvise Contarini noch sechs weitere folgten. Alvise Contarini, Neffe des Dogen Francesco Contarini, war der letzte der Contarini-Dogen.
Alvise wurde als jüngster der drei Söhne des Nicolò (1563–1648) di Bertuzzi aus dem Familienzweig der Contarini, der den Namen di Porta di ferro trug, und der Elena di Alvise Michiel (Elena Michiel) geboren. Unklar ist, ob er in Venedig oder „in villa“ geboren wurde, wie die Auslassung durch die Avogadori di Comun im Libro d’Oro nahelegt. Seine Brüder waren Francesco (1599–1622), der früh starb, und Giovanni (1600–1675).
Alvises Vermögenssituation war überaus günstig, denn er wurde mit seinem überlebenden Bruder Giovanni durch das väterliche Erbe zum Empfänger einer Rente von 5.300 Dukaten. Zudem war er nicht verheiratet, so dass er auch keine Familie zu versorgen hatte. Somit konnte er sich den kostspieligen öffentlichen Ämtern zuwenden.

## Leben

### Ämterlaufbahn, Botschafter

#### Ämter innerhalb Venedigs
Vor seiner Wahl zum Dogen diente er der Serenissima unter anderem als Correttore delle leggi, Riformatore dello Studio di Padova, womit er für die Universität Padua zuständig war, dann als Savio alla Mercanzia, Inquisitore dell'Armata und Savio del Consiglio, er war also mit Aufgaben im Marktbereich, beim Heer und im engeren Beraterkreis um den Dogen befasst.

#### Holland (1631/1632–1633/1634)
Doch in der Hauptsache erscheint er als Diplomat, nämlich als Botschafter, Gesandter und Unterhändler. So wurde er am 6. Juni 1631 zum Repräsentanten der Republik in Holland gewählt. Über Bergamo und Como reiste er ab November nach Basel, dann nach Mainz, schließlich erreichte er am 27. Dezember Rotterdam. Am 4. Januar 1632 betrat er den Hof in Den Haag. Von dort berichtete er über die Aktivitäten der protestantischen Mächte, aber auch diejenigen Frankreichs. Er drängte dort zu Aktivitäten zu Lasten Spaniens, schrieb sich sogar eine wichtige Rolle bei der Einnahme Maastrichts zu. Er berichtet aber auch davon, dass die Provinzen sich über die Ungleichheit der Kriegslasten beschwerten. Auch setzte er sich für den Handel Venedigs ein. So bestellten Amsterdamer Kaufleute Salz aus Istrien, andererseits missachteten holländische Schiffe das venezianische Stapelrecht, indem sie ihre Waren in Ancona ohne den vorgeschriebenen Umweg über Venedig anboten.

#### Frankreich (1633/1634–1637/1638)
Am 29. September 1633 wurde er zum Botschafter in Frankreich bestimmt, doch reiste er erst am 19. September 1634, fast ein Jahr später also, von Rotterdam nach Antwerpen. Er erreichte schließlich am 2. Oktober Paris. Doch erst am 21. Oktober hielt er seinen feierlichen Einzug in der französischen Hauptstadt. Dort drängte Kardinal Richelieu den Venezianer, Frankreich bei der Eroberung des Mailänder Gebiets zu unterstützen. Dabei berichtet Contarini von Kriegsplänen und Ehebündnissen, auch von Gerüchten am Hof. Er versuchte seinem Auftrag treu zu bleiben, Venedig aus Konflikten herauszuhalten, zu versuchen die Karte der Italienischen Freiheit zu spielen, vor allem aber, den Kardinal nicht zu verärgern. Im August 1635 fordert Richelieu, dass Venedig sich entscheide. Contarini konnte ihn nur hinhalten, indem er sich dem König verbunden zeigte, zugleich aber keine Kriegsteilnahme zusagte.
Dabei beobachtete er die französische Gesellschaft recht genau. So berichtet er zwar auch über interne Rivalitäten und den Glanz des Hofes, an dem der König Tänze erdachte, an denen er in verschiedenen Verkleidungen teilnahm. Wichtiger waren jedoch für die Signoria die Schwächen im Funktionieren des Staatsapparates, die Stimmung und die Nöte der Untertanen, die Höhe der Staatseinnahmen und der Kriegskosten. Am 20. März 1635 schreibt er über die anwachsenden Milizen, von denen er erwartet, es werde bald 150.000 Infanteristen geben, aber es gab auch Aufstandsdrohungen. Parlamente, wie das von Toulouse, blockierten höhere Abgaben, denn man fürchte Rebellionen. Vom französischen König erhielt Contarini den Titel eines cavaliere.

#### Spanien (1637/1638–1641)
Am 7. Juni 1637 wurde er zum Botschafter in Spanien gewählt, obwohl er physisch an seine Grenzen stieß, gar zu erkennen gab, dass er lieber nach Venedig zurückkehren würde, die Klimaveränderung fürchte. Er zauderte, doch er nahm am 8. Februar 1838 Abschied und reiste mühsam und unter Gefahren nach Madrid. Dort kam er am 26. März 1838 an, um erst am 9. Juli 1641 von dort wieder aufzubrechen. Er hatte Kontakte zu einem Zuträger beim spanischen Botschafter in Venedig, beobachtete und berichtete über die Unruhen im Land, am 21. Juni 1640 über eine weit verbreitete Unzufriedenheit. Dann von den Rebellionen in Katalonien und in Portugal. Dies alles lehnte Contarini, der auf einem legalistischen Standpunkt beharrte, ab, hielt es für „impudente, intollerabile“, für unverschämt, unerträglich.

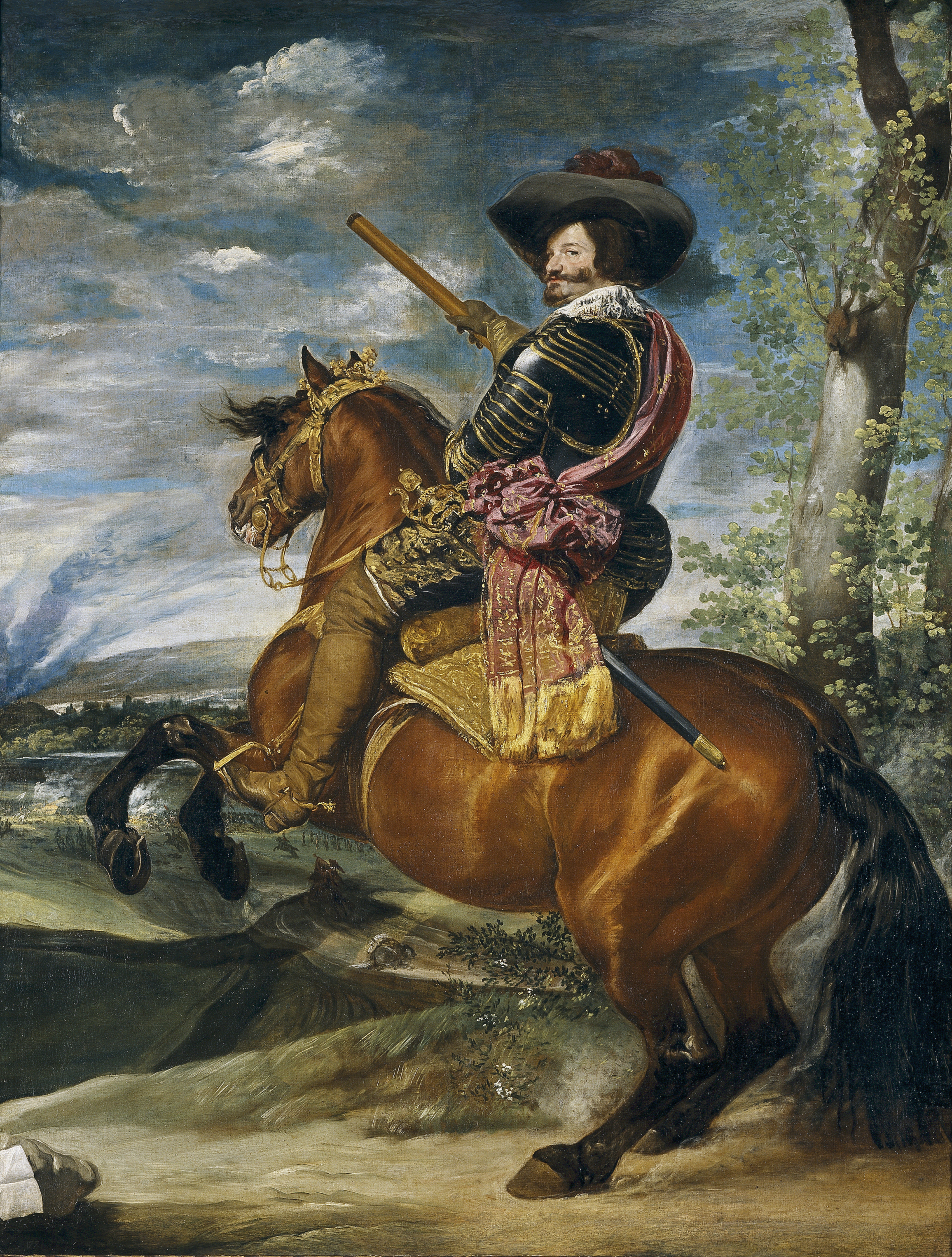
Gaspar de Guzmán, Conde de Olivares war bis 1643 der maßgebliche Minister Philipps IV. (Gemälde von Diego Rodríguez de Silva y Velázquez: Conde Duque de Olivares zu Pferde, 1634, Öl auf Leinwand, Prado)

Was er allerdings erst nach seiner Rückkehr so drastisch äußerte, wie aus seiner relazione, seinem Abschlussbericht, vom 10. Dezember 1641 hervorgeht, war, dass es inzwischen am Notwendigsten in Spanien fehlte. Er bemerkte die Entwertung der Währung, sah den Hunger in den Städten und auf dem Lande. Der „gran corpo… travagliato vicino al cuore“, der große (Staats-)Körper, nahe dem Herzen durcheinandergebracht, sei nicht mehr in der Lage seine „spiriti vitali“ zu verteidigen. In den Kolonien, so Contarini, lehnten sich die Indigenen auf, wegen des „mal trattamento“, der üblen Behandlung. Das entvölkerte und unfruchtbare Kastilien sei in Auflösung begriffen. Dem Staat, der auf Krieg und Unterdrückung zurückgreife, mangle es dazu an Soldaten und Schiffsbesatzungen. Contarini beklagte die hohen Steuern, die erschöpften Untertanen, die Verschwendung am Hof, die Raffgier der Minister, die Korruption der Justiz; er hielt die Spanier für verweichlicht, für Feiglinge (S. 338). Die entrechteten Untertanen würden, da sie ihre Rechte verlangten, die Regierung vollkommen ruinieren. Der spanische Koloss unter Olivares, der dem König sogar vorschreibe, wie er sich zu kleiden habe, taumle. Als Freund der Veränderung („novità“) betreibe Olivares in Italien den Krieg von Mantua, weil er die Franzosen hasse, so Contarini, dessen Themen, die er für berichtenswert hielt, den Denkmustern der seinerzeitigen Diplomatie entsprachen. Im September 1642 sollte er den spanischen Botschafter Gaspar de Teves y Tello de Guzmán empfangen, bevor dieser zu seinem offiziellen Einzug am 1. Oktober formell auf dem politischen Parkett auftreten würde – er blieb als Botschafter bis 1656 in Venedig.

#### Rom (1645–1648)

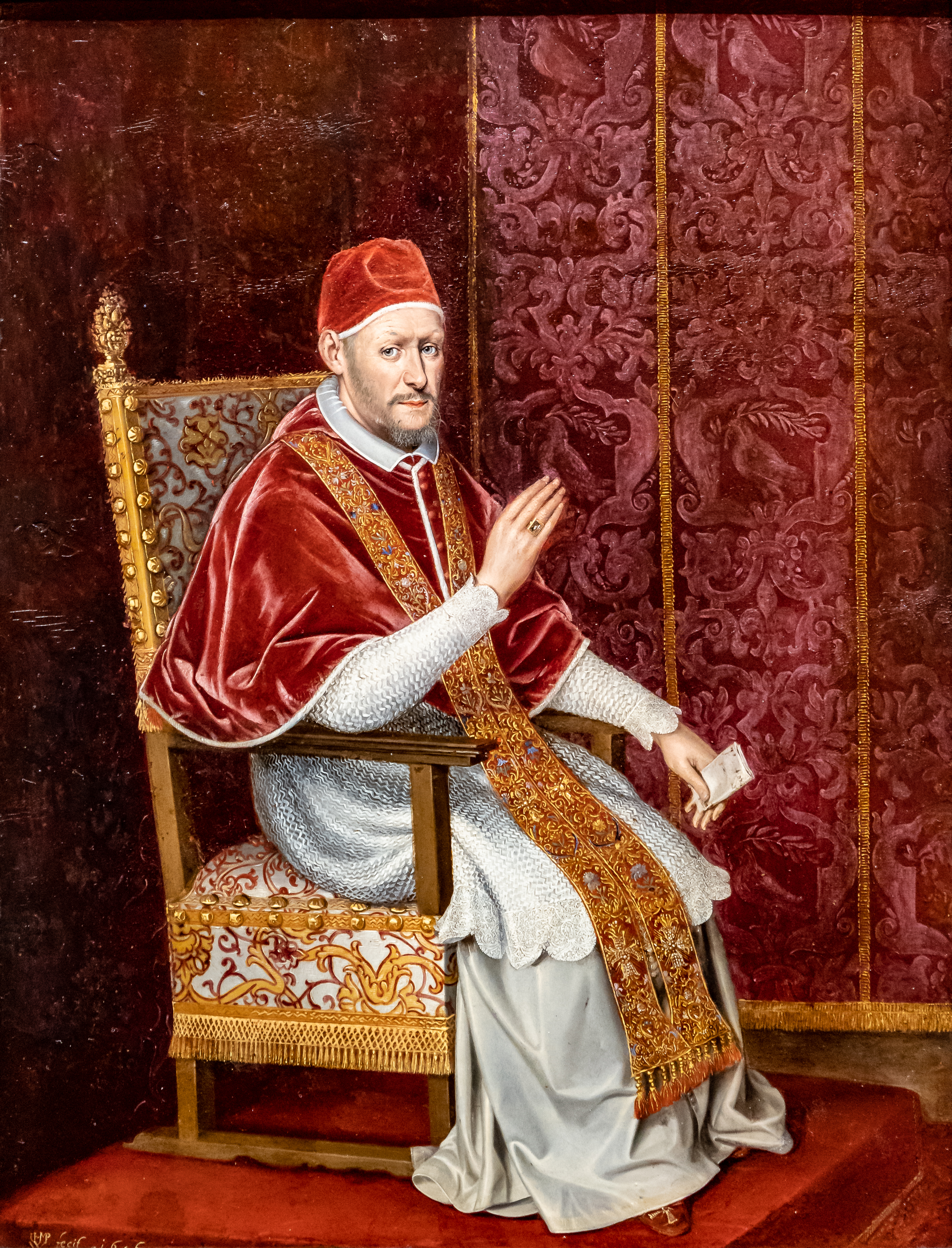
Porträt des Papstes von Wolfgang Heimbach, 1646

Am 18. Februar 1645 wurde Contarini zum Repräsentanten in Rom gewählt. Am 27. September brach er auf, erreichte am 12. Oktober 1645 die Stadt und hielt am 12. Oktober seinen Einzug. Dort blieb er bis zum 9. April 1648. Dort standen seit Jahrzehnten immer die gleichen Probleme an: Dabei ging es um die Übertragung von Bistümern und Benefizien an verlässliche Männer der Serenissima, dann um die freie Ausfuhr von Einnahmen und Ernten der venezianischen Untertanen aus der päpstlich beanspruchten Romagna, dann um Grenzfragen, schließlich um den direkten Handelskontakt unter Umgehung Venedigs zwischen den Städten Ragusa und Ancona. Doch angesichts des Krieges um Kreta, bei dem Venedig weitgehend allein gegen die Osmanen stand, ließ diese Konfliktherde in den Hintergrund treten. Venedig brauchte in diesem vorrangig als Religionskrieg gesehenen Konflikt die Unterstützung der katholischen Mächte, allen voran des Papstes. Bei diesen komplexen Verhandlungen flossen folgerichtig auch Fragen ein, wie die Kanonisierung des Lorenzo Giustinian († 1456), die erst 1690 erfolgen sollte, oder die Seligsprechung des ebenfalls aus Venedig stammenden Hieronymus Ämiliani († 1537), dessen Heiligsprechung sogar bis 1747 auf sich warten ließ, und auf den die Somasker zurückgehen. Zahllose Details bis hin zur Verproviantierung der Schiffe oder der erleichterten Erhebung von Abgaben waren zu klären, vor allem aber drängte Contarini auf einen allgemeinen Frieden als Voraussetzung für einen umfassenden Gegenschlag gegen die bedrohlich erfolgreichen osmanischen Kräfte. Das Zaudern und die ‚schäbige Gier‘ Innozenz’ X. angesichts der Eroberung wichtiger Städte auf Kreta, dann der Bedrohung Dalmatiens, wühlen Contarini auf. So berichtet Contarini nach seiner Rückkehr nach Venedig in seiner relazione vom 28. Juli 1648. Demnach hatte Camillo Pamphili am römischen Hof seinen Einfluss verloren, und es bleibe ihm nichts übrig, so Contarini, als über seine tyrannische, ihm verhasste Mutter Olimpia Maidalchini, die ihn bespitzeln lasse, und die Regierung des Onkels zu lästern. Venedig verblute währenddessen, und Innozenz sei nicht einmal in der Lage, sich um sein eigenes kleines Fürstentum zu kümmern.

#### Prokurator von San Marco (1653), Gesandtschaft nach Rom (1655)
Am 22. Dezember 1653 wurde Alvise Contarini Prokurator von San Marco. Am 12. April 1655 wurde er zu einem der vier Gesandten erhoben, die dem neuen Papst Alexander VII. die Glückwünsche der Republik Venedig übermitteln sollten. Die Delegation, die am 6. November in Rom empfangen wurde, nahm als sicher an, dass der ‚Krieg gegen die Türken‘ sicherlich der wichtigste Gedanke im Kopf des Papstes wäre. Giovanni Pesaro, der führende Kopf der vier, drängte darauf, die päpstliche Forderung nach Rückkehr der 1606 aus Venedig verbannten Jesuiten zu erfüllen. Contarini unterstützte diese Forderung gleichfalls. Am 19. Januar 1657 sprach sich eine Mehrheit der Senatoren für die Wiederaufnahme aus, allesamt in der Hoffnung auf mehr päpstliche Unterstützung.

#### Elektor bei Dogenwahlen (1655, 1659)
Contarini, der bereits am 27. Mai 1655 als einer der 41 Elektoren bei der Dogenwahl in Erscheinung trat, erlangte zu dieser Zeit zunehmenden Einfluss, wie seine neuerliche Teilnahme an der Dogenwahl, diesmal am 16. Oktober 1659, belegt.
Aber er hielt sich im Hintergrund, zeigte keine Anzeichen von Ehrgeiz. Dabei war er kein Frömmler – ihm wird sogar eine Affäre mit Pia Antinori, der ehemaligen Geliebten Stradellas nachgesagt –, er war ein Mann von ausgezeichneter Moral, wie es in einem anonymen Bericht heißt, genoss durchaus das Leben, doch bevorzugte er die Ruhe. Man registrierte sogar sein beständiges Mittelmaß, etwa beim Erhalt des Stadtpalastes, aber auch bei seiner Zurückhaltung, wenn es um Senatoren ging, die mit in seinen Augen übermäßiger Wut antiklerikale Positionen bezogen. Auch enthielt er sich orchestrierter Demonstrationen der Volksempörung, wie die der Gondolieri, die in Wirklichkeit von ihren Herren entfesselt worden waren. Auch hierin entsprach Contarini den Erwartungen der führenden Männer Venedigs.

### Dogenamt
Am 26. August 1676 wurde Alvise Contarini zum Dogen gewählt. Dabei setzte er sich mit 25 von 41 Stimmen gegen Angelo Correr durch, vor allem aber gegen den erkrankten Alvise Priuli sowie Battista Nani. Letzterer war, im Gegensatz zu Contarini, eine machtbewusste Persönlichkeit, einflussreich und wortgewandt im Senat, von manchen gefürchtet. Er wurde gewählt, konstatierte der französische Botschafter Jean-François d'Estrades, weil er „un des premiers hommes de cet estat“ war, voller „vertu“ und „modestie“ (Tugend und Bescheidenheit). Er habe den Posten nur auf Druck seiner Familie angenommen.

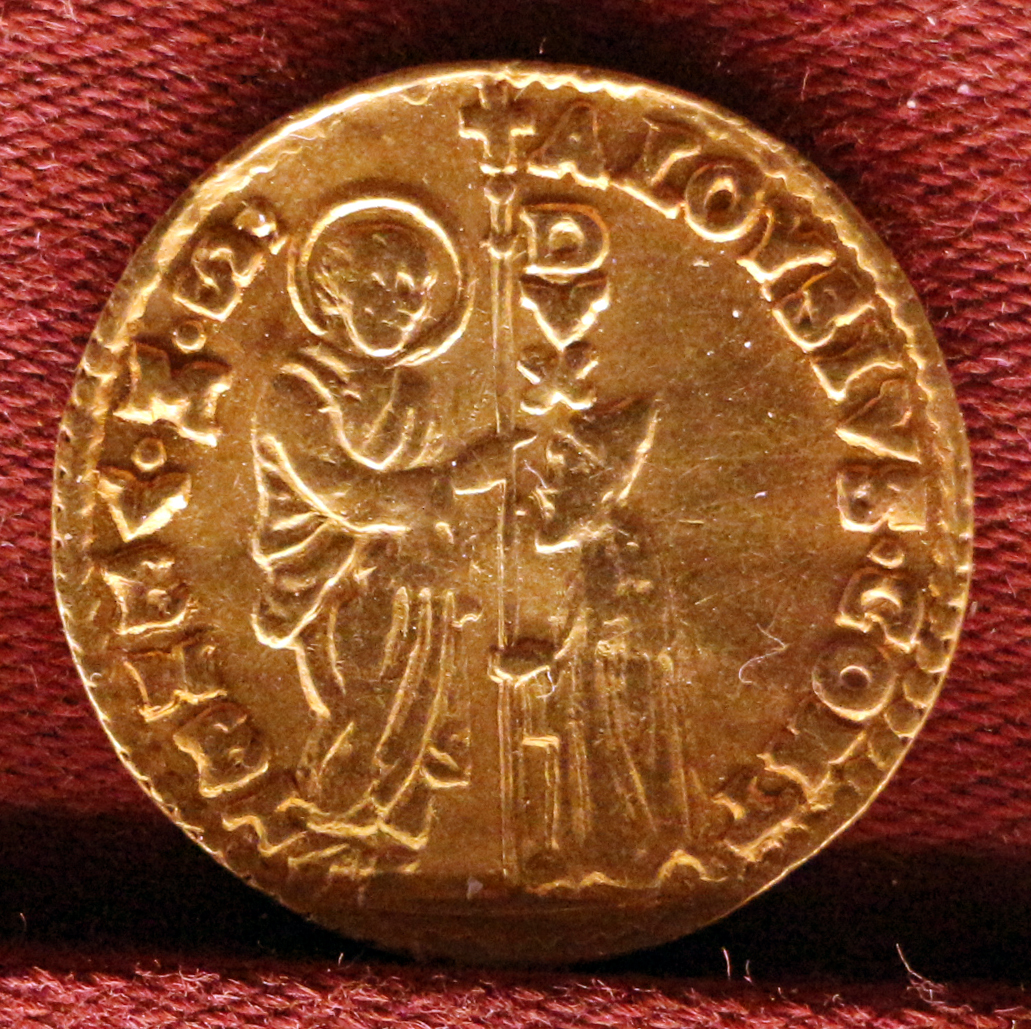
Unter „ALOYSIUS CONT DVX“ geprägte Zechine

Während seiner ruhigen Regierungszeit kam es in Venedig zu einer Justizreform. Außerdem gab es einen neuen Zustrom von Reliquien, die aus dem von den Osmanen eroberten Kreta nach Venedig gebracht worden waren.
Außenpolitisch zeigten sich für die Existenz Venedigs bedrohliche Vorzeichen, da die Osmanen, die seit 1682 in das Habsburger-Reich eingefallen waren, nach und nach den gesamten Balkan erobert hatten und schließlich vor Wien standen, wo sie 1683 unter dem Einsatz von Jan Sobieski geschlagen wurden. Im großen Rat wurde nun erwogen, der Liga gegen die Türken beizutreten. Manche hofften eher auf einen anti-osmanischen Aufstand der christlichen Untertanen.
Innenpolitisch lebte die Machtstellung des Rates der Zehn wieder auf, doch manche Entwicklung, wie die Justizreform, wurde durch den enormen äußeren Druck und das Wiederaufleben der Epidemie gestört.
Contarini, der nach einem gewissen Glanz strebte, und der am 4. September 1681 im Zentrum eines grandiosen Festes stand, das der Domherr Cristoforo Ivanovich zu seinen Ehren veranstaltete, erlebte auch Momente, in denen er über seinen Rücktritt nachdachte. 1677 war er wegen des schlechten Benehmens eines Neffen versucht, sein Amt niederzulegen und Mönch zu werden. Er wurde von einem Avogadore di Comun zudem gedemütigt, der ihn respektlos daran erinnerte, dass seine Vorrechte ihm erlaubten, auch gegen den Dogen vorzugehen.
Anfang 1684 erkrankte er schwer an einer als „mal d'orin“ bezeichneten Blasenerkrankung. Wie der französische Gesandte Michel Amelot de Gournay (1655–1724, Gesandter in Venedig von 1682 bis 1685) berichtet, erklärten sich die behandelnden Ärzte am Ende für machtlos. Sein Tod, so der Nuntius, bedeute den Verlust eines Fürsten voller frommer Gefühle, der sich Gott und dem Vaterland geweiht habe.

## Grabmal

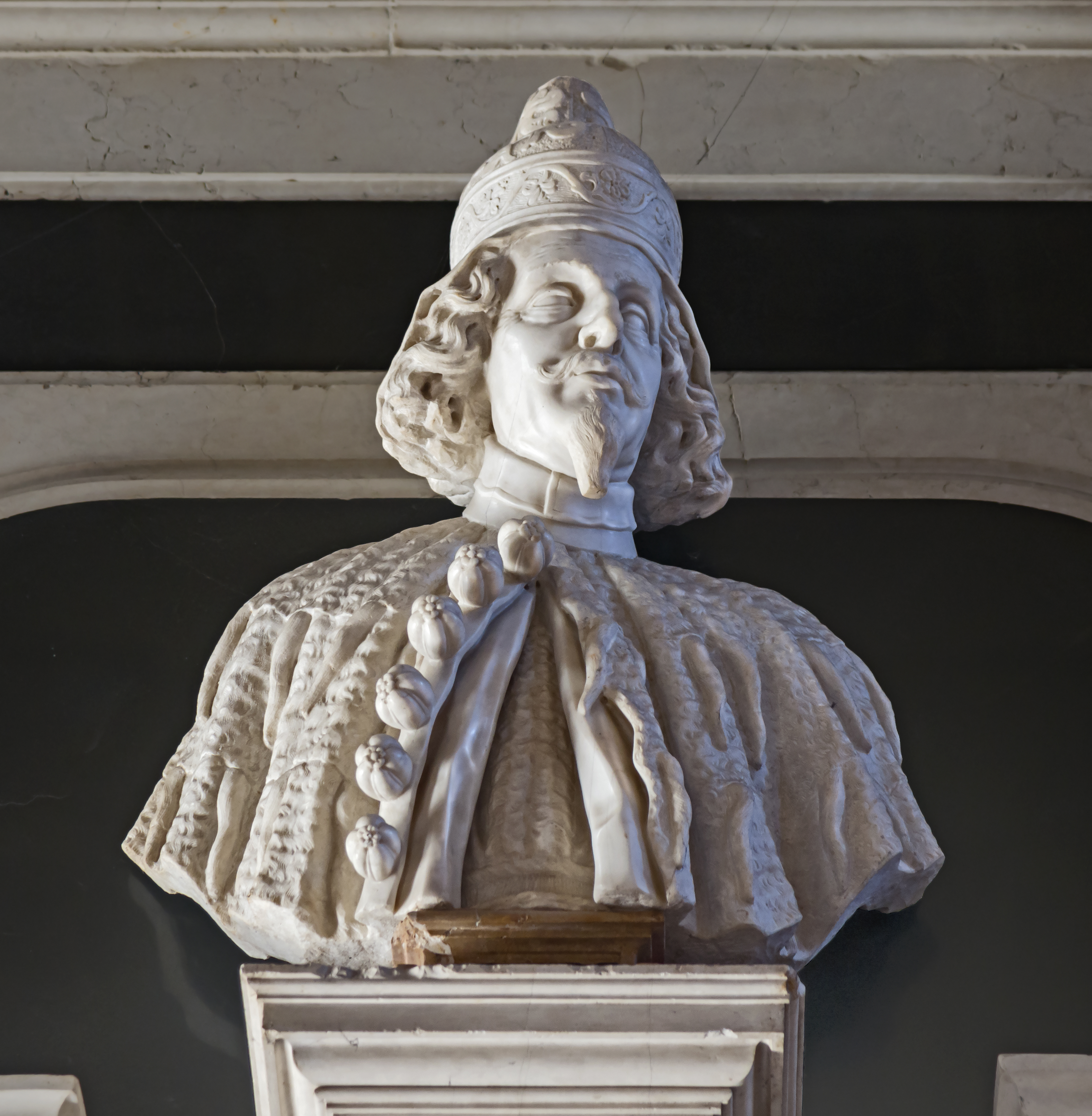
Büste des Dogen in der Contarinikapelle, San Francesco della Vigna

Contarini wurde in der Familien-Kapelle der Contarini in San Francesco della Vigna begraben, wo eine Büste an ihn erinnert.